# Lukácsy Kristóf
Lukácsy Kristóf, (Bethlen, (Szolnok-Doboka vármegye), 1804. március 30. – Szamosújvár, 1876. október 24. ) katolikus pap, egyházi és történetíró, armenológus.

## Életpályája
Az erdélyi örmény  Lukácsi (Gughasian) család leszármazottja.  
Középiskolai és bölcsészeti tanulmányait Szamosújvárt és Gyulafehérvárt, a teológiát pedig a bécsi egyetemen végezte. 1826-ban Bécsben örmény katolikus pappá szentelték, ezt követően 1837-ig Szamosújvárt mint segédlelkész működött. 1837–1853-ig gyulafehérvári papneveldei tanár. 1853 és 1856 között ugyanott gimnáziumi igazgató tanár volt. 1856–1876 között mint szamosújvári örmény katolikus plébános és főesperes működött. 40 000 forint vagyonát az általa alapított és Világosító szent Gergelyről nevezett örmény katolikus fiúárvaháznak hagyományozta.
Az örmény–magyar nyelvrokonság szószólójaként írott A magyarok őselei, hajdankori nevei és lakhelyei című munkáját  a Magyar Tudományos Akadémia elismeréssel jutalmazta.

## Művei
- A magyarok őselei, hajdankori nevei és lakhelyei. (Kolozsvár, 1870 – reprint: Budapest, 2000 ISBN 963-03-8894-4)
- Historia Armenorum Transsylvaniae címen latin nyelven forrásmunkát tett közzé (Bécs, 1859)
- Adalékok az erdélyi örmények történetéhez (Kolozsvár, 1867)
- Világosító Szent Gergely élete
- Örmény-magyar-latin szótár (kéziratban)